# ایستگاه وودباین
ایستگاه وودباین (انگلیسی: Woodbine station) یک ایستگاه مترو در خط ۲ بلور–دانفورث در تورنتو، انتاریو، کانادا است.